# Quyền lực chính trị phát ra từ nòng súng
Quyền lực chính trị phát ra từ nòng súng (tiếng Trung: 枪杆子里面出政权; Hán-Việt: Thương can tử lí diện xuất chính quyền) là một cụm từ do nhà lãnh đạo cộng sản Trung Quốc Mao Trạch Đông đặt ra. Cụm từ này ban đầu được Mao sử dụng trong cuộc họp khẩn cấp của Đảng Cộng sản Trung Quốc vào ngày 7 tháng 8 năm 1927, khi bắt đầu cuộc nội chiến Quốc-Cộng.
Mao sử dụng cụm từ này lần thứ hai vào ngày 6 tháng 11 năm 1938, trong bài phát biểu kết thúc tại Phiên họp toàn thể lần thứ sáu Ban Chấp hành Trung ương khóa VI Đảng Cộng sản Trung Quốc. Bài phát biểu liên quan đến cả cuộc nội chiến và chiến tranh Trung-Nhật lần thứ hai, bắt đầu vào năm trước. 
Năm 1960, một phần bài phát biểu năm 1938 được trích và đưa vào bộ Tuyển tập Mao Trạch Đông, với tựa đề “Bàn về chiến tranh và chiến lược”. Tuy nhiên, cụm từ trung tâm đã được phổ biến rộng rãi nhờ sự nổi bật của nó trong cuốn Mao chủ tịch ngữ lục (1964).

## Toàn văn
Đoạn văn năm 1938 có chứa cụm từ này được sao chép dưới đây; cụm từ trung tâm (in đậm), được trích dẫn bắt nguồn từ bài phát biểu năm 1938 trong Tuyển tập Mao Trạch Đông, lấy từ Mao chủ tịch ngữ lục.
Người Cộng sản không đấu tranh vì quyền lực quân sự cá nhân (trong mọi trường hợp họ không được làm như vậy và không bao giờ để ai noi gương Trương Quốc Đào nữa), mà họ phải đấu tranh vì quyền lực quân sự của Đảng và của nhân dân. Khi cuộc kháng chiến toàn quốc đang diễn ra, chúng ta cũng phải đấu tranh để giành lấy sức mạnh quân sự cho dân tộc. Ở đâu có sự ngây thơ trong vấn đề sức mạnh quân sự thì không thể đạt được bất cứ điều gì. Rất khó để nhân dân lao động, từng bị giai cấp thống trị phản động lừa dối và đe dọa hàng ngàn năm, mới thức tỉnh được tầm quan trọng của việc có súng trong tay. Giờ đây, sự áp bức của chủ nghĩa đế quốc Nhật Bản và sự phản kháng trên toàn quốc đã đẩy nhân dân lao động của chúng ta vào chiến trường, người Cộng sản phải chứng tỏ mình là nhà lãnh đạo có ý thức chính trị nhất trong cuộc chiến này. Người Cộng sản nào cũng phải nắm rõ sự thật: “Quyền lực chính trị phát ra từ nòng súng". Nguyên tắc của chúng ta là Đảng chỉ huy súng, súng không bao giờ được phép chỉ huy Đảng. Thế nhưng, có súng, chúng ta có thể thành lập các tổ chức Đảng, như chứng kiến tổ chức Đảng hùng mạnh mà Bát lộ quân đã thành lập ở miền bắc Trung Quốc. Chúng ta cũng có thể tạo ra cán bộ, tạo ra trường học, tạo ra văn hóa, tạo ra các phong trào quần chúng. Mọi thứ ở Diên An đều được tạo ra nhờ có súng. Mọi thứ đều phát ra từ nòng súng. Theo học thuyết về nhà nước của chủ nghĩa Marx, quân đội là thành phần chủ yếu của quyền lực nhà nước. Muốn nắm giữ quyền lực nhà nước thì phải có quân đội hùng mạnh. Một số người chế nhạo chúng ta là kẻ tôn thờ “sự toàn năng của chiến tranh”. Vâng, chúng ta là kẻ tôn thờ sự toàn năng của chiến tranh cách mạng; điều đó tốt, không xấu, đó là chủ nghĩa Marx. Súng của Đảng Cộng sản Nga đã tạo ra chủ nghĩa xã hội. Chúng ta sẽ tạo ra một nước cộng hòa dân chủ. Kinh nghiệm đấu tranh giai cấp trong thời đại chủ nghĩa đế quốc dạy cho chúng ta rằng chỉ có sức mạnh của cây súng thì giai cấp công nhân và quần chúng lao động mới có thể đánh bại giai cấp tư sản và địa chủ có vũ trang; theo nghĩa này, chúng ta có thể nói rằng chỉ có súng mới có thể biến đổi toàn bộ thế giới. Chúng ta ủng hộ việc bãi bỏ chiến tranh, chúng ta không muốn chiến tranh; nhưng chiến tranh chỉ có thể được xóa bỏ thông qua chiến tranh, và để loại bỏ súng thì cần phải cầm súng.— Tuyển tập Mao Trạch Đông, Tập II, tr. 224-225.